# 網海百合
網海百合（學名：Sagenocrinites）是一屬已滅絕的海百合，生存於志留紀的海洋中。牠們的柄為圓柱形，由許多很薄的莖板組成。冠部很寬，呈橢圓形。腕下部的多邊形骨板顯現出清晰的生長線，並構成萼的一部分。腕自由的部分很短，是由許多小骨板組成的。網海百合的身體結構非常緊密，使牠們能夠生活在水流相對湍急的海床上。